# Sampo Terho
Sampo Terho (født 20. september 1977) er siden 2011 finsk medlem af Europa-Parlamentet, valgt for De Sande Finner (indgår i parlamentsgruppen Europa for frihed og demokrati).